# 埃爾科 (喬治亞州)
埃爾科（英語：Elko）是位於美國喬治亞州休斯敦縣的一個非建制地區。該地的面積和人口皆未知。

## 地理
埃爾科的座標為32°19′52″N 83°42′23″W / 32.33111°N 83.70639°W，而該地的平均海拔高度為128米（即420英尺）。